# Rip Torn
Elmore Rual Torn Jr., conhecido pelo nome artístico de Rip Torn (Temple, 6 de fevereiro de 1931 - Lakeville, 9 de julho de 2019), foi  um ator, dublador e dramaturgo norte-americano.
Rip Torn foi nomeado ao Oscar de Melhor Ator Coadjuvante por seu papel de Marsh Turner no filme Cross Creek (1984). Entre seus trabalhos estão Artie, o produtor de The Larry Sanders Show, pelo qual ele foi nomeado seis vezes ao Emmy Award, ganhando um em 1996. Também ganhou o American Comedy Award na categoria de Coadjuvante Mais Engraçado em uma Série de TV e duas vezes ganhou o CableACE Award por seu trabalho no programa The Larry Sanders Show. Em 1997, ele foi indicado ao Satellite Award pelo seu papel de Chefe Zed, no filme Men in Black.

## Biografia
Rip nasceu na cidade de Temple, no Texas, em 1931, filho de Elmore Rual "Tiger" Torn Sr. e Thelma Mary Torn. Seu pai era agrônomo e economista trabalhou muito para promover o consumo do feijão, em especial no Ano Novo. Sua mãe, Telma, era tia da atriz Sissy Spacek. O apelido "Rip" é uma tradição de família entre os homens.
Rip se formou no ensino médio na escola de Taylor, em 1948. Foi membro do Corpo de Cadetes da Universidade Texas A & M, uma organização militar estudantil universitária, tendo se formado pela Universidade do Texas em Austin, onde estudou atuação com a orientação do professor de Shakespeare, Ben Iden Payne. Depois de se formar, trabalhou como policial na polícia do Exército dos Estados Unidos.

## Carreira

### Cinema e televisão
Depois de se mudar para Hollywood, Rip fez sua estreia em 1956, no filme Boneca de Carne. Rip estudou no Actors Studio, em Nova Iorque, sob a orientação de Lee Strasberg, onde se tornou um proeminente ator de teatro. Enquanto morava em Nova Iorque, Rip apresentou sua prima, Sissy Spacek, a conhecidos dentro do ramo do entretenimento, que a ajudaram a conseguir papéis e a ingressar no Actors Studio. Um dos primeiros papéis de Rip Torn foi em Os Bravos Morrem de Pé, onde ele interpreta o cunhado do personagem de Gregory Peck. Também atuou em Um Rosto na Multidão, ainda que não tenha seu nome nos créditos.
Depois de interpretar Judas, no filme O Rei dos Reis, Rip atuou como estudante na série de TV Channing, de 1963 e como Roy Kendall, na série Breaking Point, no episódio "Millions of Faces", também em 1963. Em 1965, no filme A mesa do diabo, ele interpretou Slade, um milionário corrupto de Nova Orleans que pressiona o personagem de Steve McQueen durante uma partida de pôquer. Em 1972, Rip teve críticas positivas por seu personagem de cantor de música country no filme Payday. Trabalhou com David Bowie em 1976 no filme de ficção científica, O homem que caiu na Terra. Trabalhou com Alan Alda e Meryl Streep em The Seduction of Joe Tynan, de 1979 e depois como o produtor do músico Paul Simon, no filme de 1980 One-Trick Pony.
Em 1982, trabalhou no filme O Príncipe Guerreiro. Trabalhou com Bette Midler, em Jinxed! e como um executivo de companhia aérea em Apertem os Cintos... O Piloto Sumiu 2. Rip recebeu uma indicação ao Oscar de Melhor Ator Coadjuvante por seu papel no filme Retratos de uma Realidade, de 1983, como o vizinho pobre da personagem de Marjorie Kinnan Rawlings. Com Treat Williams e Kris Kristofferson, atuou no thriller de 1984 Flashpoint. Foi indicado ao CableACE Award por sua interpretação de Big Daddy, 1984, no filme Cat on a Hot Tin Roof. Trabalhou ainda com John Candy na comédia de 1985, Temporada de Verão/Malditas Férias.

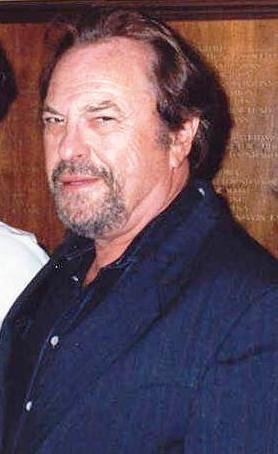
Torn in 1993

Em 1988, ele se aventurou na direção, no filme The Telephone, com Whoopi Goldberg e roteiro de Terry Southern e Harry Nilsson. Em 1990, interpretou Coronel Fargo, no filme By Dawn's Early Light, da HBO, baseado no livro de William Prochnau. Em 1991, atuou como o defensor divino do personagem de Albert Brooks no filme Um Visto para o Céu, outro filme com Meryl Streep. Em 1993, foi um dos executivos da OCP no filme RoboCop 3 e atuou com Tantoo Cardinal em Where the Rivers Flow North. Em 1996, no filme Down Periscope, foi um almirante da Marinha, atuando junto de Kelsey Grammer.
Em 1997, dublou o personagem Zeus na animação da Disney Hércules. No mesmo ano, interpretou um de seus papéis mais famosos, o chefe da MIB, Zed, no filme MIB - Homens de Preto, ao lado de Will Smith and Tommy Lee Jones, papel que reprisou na sequência de 2002, MIB - Homens de Preto 2. Em 2001, interpretou James "Jim" Brody no filme Freddy Got Fingered. Em 2004, atuou em DodgeBall: A True Underdog Story.

### Broadway
Rip Torn apareceu em 10 peças no teatro da Broadway, tendo dirigido uma delas. Sua estreia se deu em 1959, onde interpretou Tom Junior na peça Sweet Bird of Youth, pelo qual ele ganhou um Theatre World Award e uma indicação ao Tony Award. Voltou aos palcos em 1962 em Daughter of Silence. Em 1964 atuou em Blues for Mister Charlie e quatro anos depois em The Cuban Thing. Em 1971, atuou em The Dance of Death, de August Strindberg. Em 1975 atuou em The Glass Menagerie (1975) e cinco anos depois em Mixed Couples. Por 13 anos, Rip Torn esteve longe da Broadway, voltando em 1993 na peça Anna Christie. Sua última atuação na Broadway foi em 1997 com a peça The Young Man from Atlanta.

## Vida pessoal
Rip Torn foi casado três vezes, tendo seis filhos e quatro netos. De seu primeiro casamento com a atriz Ann Wedgeworth (1956-1961), nasceu sua filha mais velha, Danae Torn. Em 1963, Rip se casou com Geraldine Page, uma das grandes damas dos palcos da Broadway; eles tiveram uma filha, a atriz Angelica Page, e os gêmeos Tony Torn, ator, e Jon Torn, professor na Universidade do Norte do Arizona. Geraldine morreu em 1987, aos 62 anos, depois de um infarto. Em 1989, Rip se casou com a atriz Amy Wright, com quem teve duas filhas, Katie e Claire Torn.

## Morte
Rip Torn morreu em 9 de julho de 2019, em sua casa em Lakeville, Connecticut, ao lado da esposa Amy e dos filhos. A causa da morte não foi divulgada.

## Filmografia parcial
- 2007 - Bee Movie (voz)
- 2006 - Marie Antoinette
- 2006 - Astérix et les Vikings (voz)
- 2005 - Yours, Mine and Ours
- 2004 - Welcome to Mooseport
- 2003 - Love Object
- 2002 - Men in Black II
- 2001 - Freddy Got Fingered
- 2000 - Wonder Boys
- 1999 - Balloon Farm (TV)
- 1997 - Men in Black
- 1997 - Hercules (voz)
- 1993 - RoboCop 3
- 1991 - Dolly Dearest
- 1991 - Defending Your Life
- 1987 - Nadine
- 1987 - Extreme Prejudice
- 1984 - City Heat
- 1983 - Cross Creek
- 1978 - Coma
- 1976 - The Man Who Fell To Earth
- 1970 - Tropic of Cancer
- 1967 - Beach Red
- 1966 - You're a Big Boy Now
- 1965 - The Cincinnati Kid
- 1962 - Sweet Bird of Youth
- 1961 - King of Kings
- 1959 - Pork Chop Hill
- 1956 - Baby Doll (não creditado)

## Vídeo Games
- 2010 - God of War 3 - Hephaestus